# Mozga trzcinowata
Mozga trzcinowata (Phalaris arundinacea L.) – gatunek byliny należący do rodziny wiechlinowatych (traw). Występuje w strefie umiarkowanej półkuli północnej w Ameryce Północnej i Eurazji oraz w strefie międzyzwrotnikowej we wschodniej Afryce i południowej Azji. Introdukowana do Australii, północnej i południowej Afryki oraz Ameryki Południowej. W Polsce rośnie pospolicie w całym kraju. Zasiedla siedliska nadwodne, bywa także uprawiana.

## Morfologia

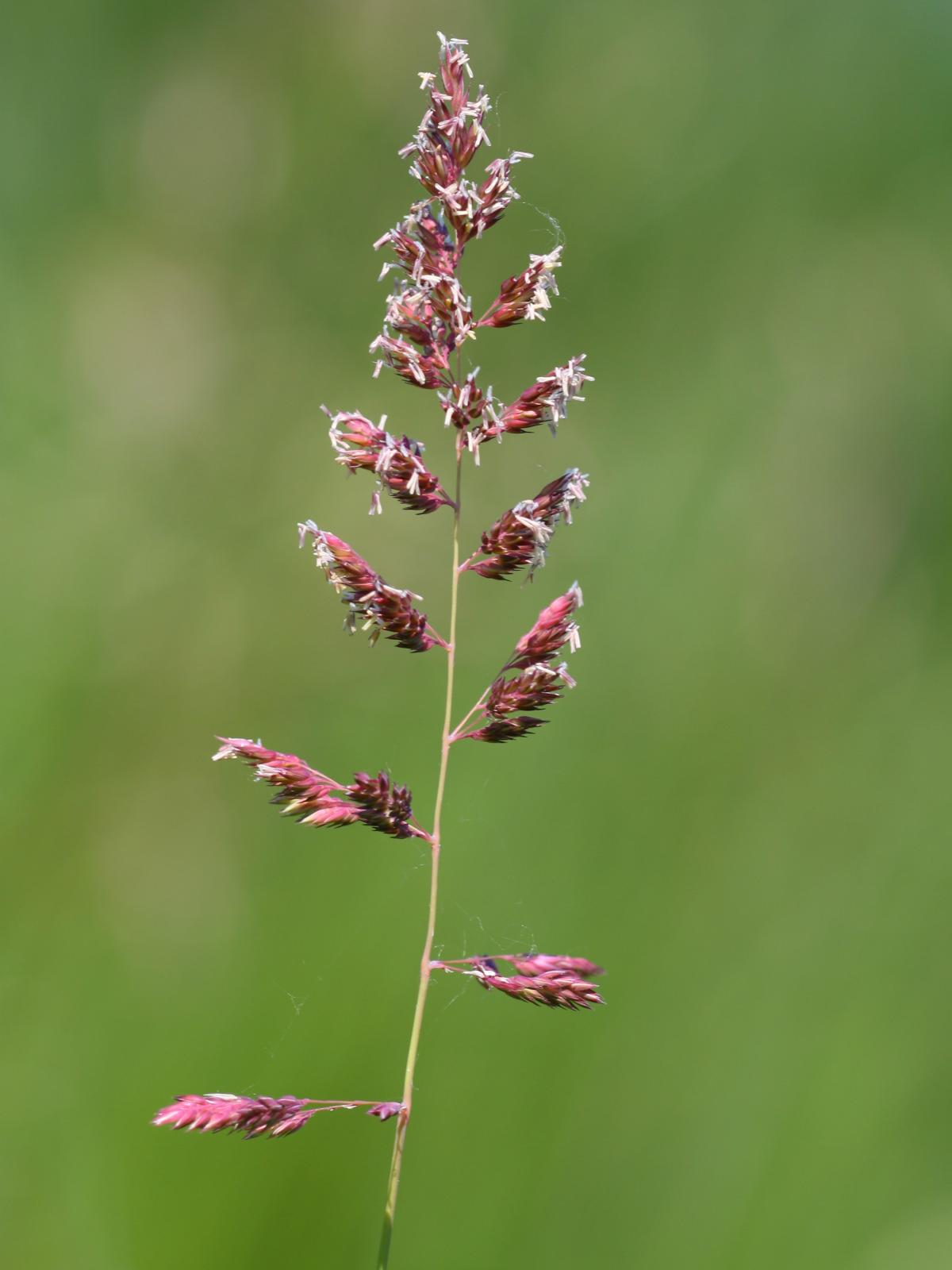
Kwiatostan

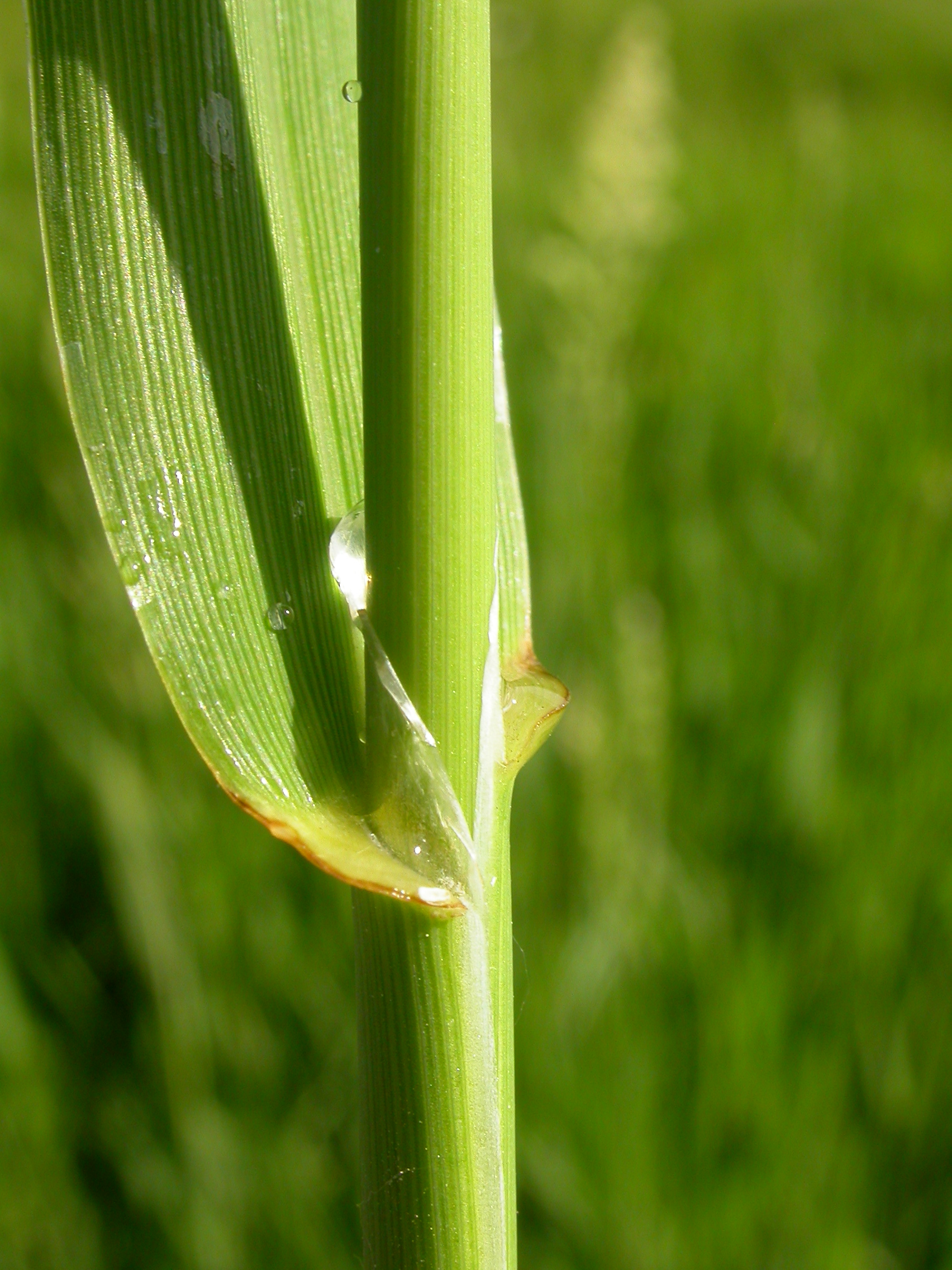
Nasada blaszki

PokrójRoślina wysokości 1–3 m, z długimi rozłogami, z których wykształca pędy wegetatywne i kwiatowe, silnie zakorzeniająca się.
ŁodygaSilnie ulistniona, źdźbła gładkie, grube, sztywne, połyskujące. dochodzące do 3 m wysokości.
LiścieRównowąskie, o szerokości do 2 cm, sztywne, szorstkie, szarozielonego koloru. Języczek liściowy jest mlecznobiały, przeważnie poszarpany i ma do 5 mm długości.
KwiatostanWiecha podczas kwitnienia brunatnoczerwona, z gęsto osadzonymi kłoskami, klapowana. Osiąga długość do 25 cm i jest w czasie kwitnienia rozpierzchła, po przekwitnięciu ścieśnia się.
OwocOplewiony ziarniak o długości do 4 mm i szerokości do 1,5 mm, lekko spłaszczony. Plewki srebrzyste pokryte pojedynczymi włoskami.

## Biologia i ekologia
Występuje przeważnie na glebach żyznych, będących często zalewanych lasach łęgowych. Hydrofit, hemikryptofit, geofit. W klasyfikacji zbiorowisk roślinnych gatunek charakterystyczny dla All. Magnocaricion, Ass. szuwar mozgowy Phalaridetum arundinaceae. Kwitnie w czerwcu–lipcu.

## Zastosowanie
- Trawa wybitnie pastewna, zwłaszcza na łąki często zalewane lub intensywnie nawożone, zwłaszcza azotem. Jest odporna na suszę, mrozy i zacienienie. Jest wartościową rośliną paszową, należy ją jednak kosić przed wykłoszeniem, gdyż potem szybko drewnieje. Może dać trzy pokosy, gdyż szybko odrasta po skoszeniu. Nie nadaje się jednak na pastwiska.
- Ze względu na szybki przyrost biomasy nadaje się także do upraw energetycznych.

## Zmienność
Uprawiane są kultywary:
- Motycka – odmiana o wyższych właściwościach pastewnych aniżeli naturalny ekotyp. Preferuje tereny wilgotne zalewane.
- Feesey – odmiana o ozdobnych liściach w biało-zielone pasy biegnące wzdłuż liścia. Dobra i na skalniaki, i do oczka wodnego.